# Tithraustes condensata
Tithraustes condensata är en fjärilsart som beskrevs av W. Warren 1900. Tithraustes condensata ingår i släktet Tithraustes och familjen tandspinnare. Inga underarter finns listade i Catalogue of Life.